# Arista (automóviles)

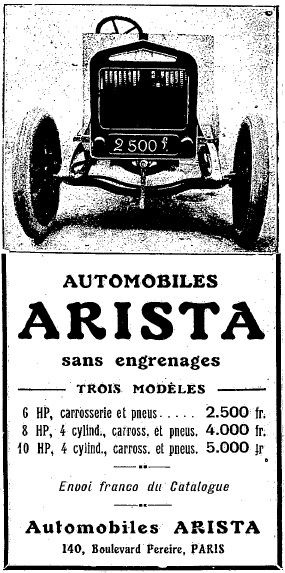
Anuncio de la marca ARISTA

Arista era una marca de automóviles francesa que tomó su nombre de su fundador, P. Arista-Ruffier. Los vehículos de la marca se fabricaron en los Établissements Ruffier de París entre 1912 y 1915. Se introdujeron ocho modelos en el primer año de producción: un autociclo monocilíndrico de 720 cc; tres modelos con motores de cuatro cilindros (de 1460 cc, 1726 cc y 1847 cc) que presentaban transmisión por fricción y se vendieron completos con carrocería y neumáticos; y otros cuatro (con motores tetracilíndricos de 1460 cc, 1593 cc, 1847 cc y 2001 cc) con caja de cambios convencional y vendidos como chasis sin carrozar.